# Céu da Boca (banda)
Céu da Boca foi um grupo vocal formado em 1979.
O grupo era formado pelos integrantes Paula Morelenbaum, Maucha Adnet, Marcia Ruiz, Verônica Sabino, Rosa Lobo, Paulo Malagutti, Paulo Brandão, Chico Adnet, Ronald Valle, Dalmo Medeiros, na época de sua formação.

## Discografia
- 1984 – Nara Leão
- 1983 – Ivan Lins
- 1983 – Elba Ramalho
- 1983 – Ivan Lins
- 1983 – O grande circo místico
- 1983 – Turma do Pererê
- 1983 – Kleiton e Kledir
- 1982 – Baratotal
- 1982 – Wagner Tiso
- 1981 – Céu da Boca
- 1980 – César Camargo Mariano